# David Lieske
David Lieske (* 16. Mai 1979) ist ein deutscher Künstler. Seine Arbeiten umfassen Schriftprojektionen, Fotografien, Filme und raumgreifende Installationen. Unter dem Pseudonym Carsten Jost ist David Lieske auch als Musiker/DJ bekannt.

## Leben und Werk
Die Arbeiten von David Lieske spielen sowohl auf die Verfahren als auch auf die Ästhetik der historischen Konzeptkunst an. Dabei entsteht eine humorvoll gebrochene Allianz mit unterschiedlichen Referenzsystemen. Zum Beispiel: Mode, Archäologie, Architektur und Reitsport. Lieskes Arbeiten wurden bereits in zahlreichen Einzel- und Gruppenausstellungen in Galerien, Kunstvereinen und Museen gezeigt. Lieske wird von folgenden Galerien vertreten: Galerie Buchholz (Deutschland), VI, VII (Norwegen), Corvi-Mora (England) und Rowley Kennerk Gallery (USA). Unter dem Pseudonym Carsten Jost ist David Lieske auch als Musiker/DJ bekannt. 1999 gründete Lieske zusammen mit Peter M. Kersten das House-Label Dial Records in Hamburg. Mit Peter M. Kersten hat David Lieske auch Mathew gegründet, eine Galerie in Berlin (2011–2016) und New York (2016–2018). Mathew präsentierte viele einflussreiche Ausstellungen von aufstrebenden, international bekannten Künstlern. David Lieske lebt in New York, nach Stationen in Hamburg, Berlin und Tel-Aviv.

## Ausstellungen (Auswahl)
- 2018 »Direction Artiste II« - VI, VII, Oslo (E)
- 2015 »Platoon (RL-X)« - Museum Moderner Kunst Stiftung Ludwig Wien (E)
- 2013 »Déformation Professionelle« - VI, VII, Oslo (E)
- 2011 »A Greater Administration of Lower Interests« - Tobias Naehring, Leipzig (E)
- 2010 »Imperium in Imperio« - Alex Zachary, New York (E)
- 2009 »The Secret Life of Objects« - Midway Contemporary Art, Minneapolis, MN (G)
- 2008 »Everything that doesn't happen today doesn't happen.« - Galerie Buchholz - Köln, Cologne (E)
- 2008 »Everything that doesn't happen today doesn't happen.« - Galerie Buchholz - Berlin, Berlin (E)
- 2008 »David Lieske - New Work« - Midway Contemporary Art, Minneapolis, MN (E)
- 2008 »Whole Lotta Love« - Contemporary Fine Arts, Berlin (G)
- 2007 »David Lieske - il mio solo idolo e la realta« - Rowley Kennerk Gallery, Chicago, IL (E)
- 2007 »Verwendungsnachweis« - Museum für Moderne Kunst (MMK), Frankfurt/Main (G)
- 2006 »David Lieske - Then it began to flow out of me...« - Standard (Oslo), Oslo (E)
- 2006 »David Lieske - Atlantis« - Galerie Buchholz - Köln, Cologne (E)
- 2004 »Formalismus - Moderne Kunst, heute« - Kunstverein in Hamburg, Hamburg (G)
- 2004 »David Lieske«  - Galerie Buchholz - Köln, Cologne (E)

[E = Einzelausstellung, G = Gruppenausstellung]

## Sammlungen
- Sammlung Haubrok, Berlin
- Sammlung Boros, Berlin
- Sammlung zeitgenössischer Kunst der Bundesrepublik Deutschland, Berlin
- TEXTE ZUR KUNST, Berlin